# Blocco di branca sinistra

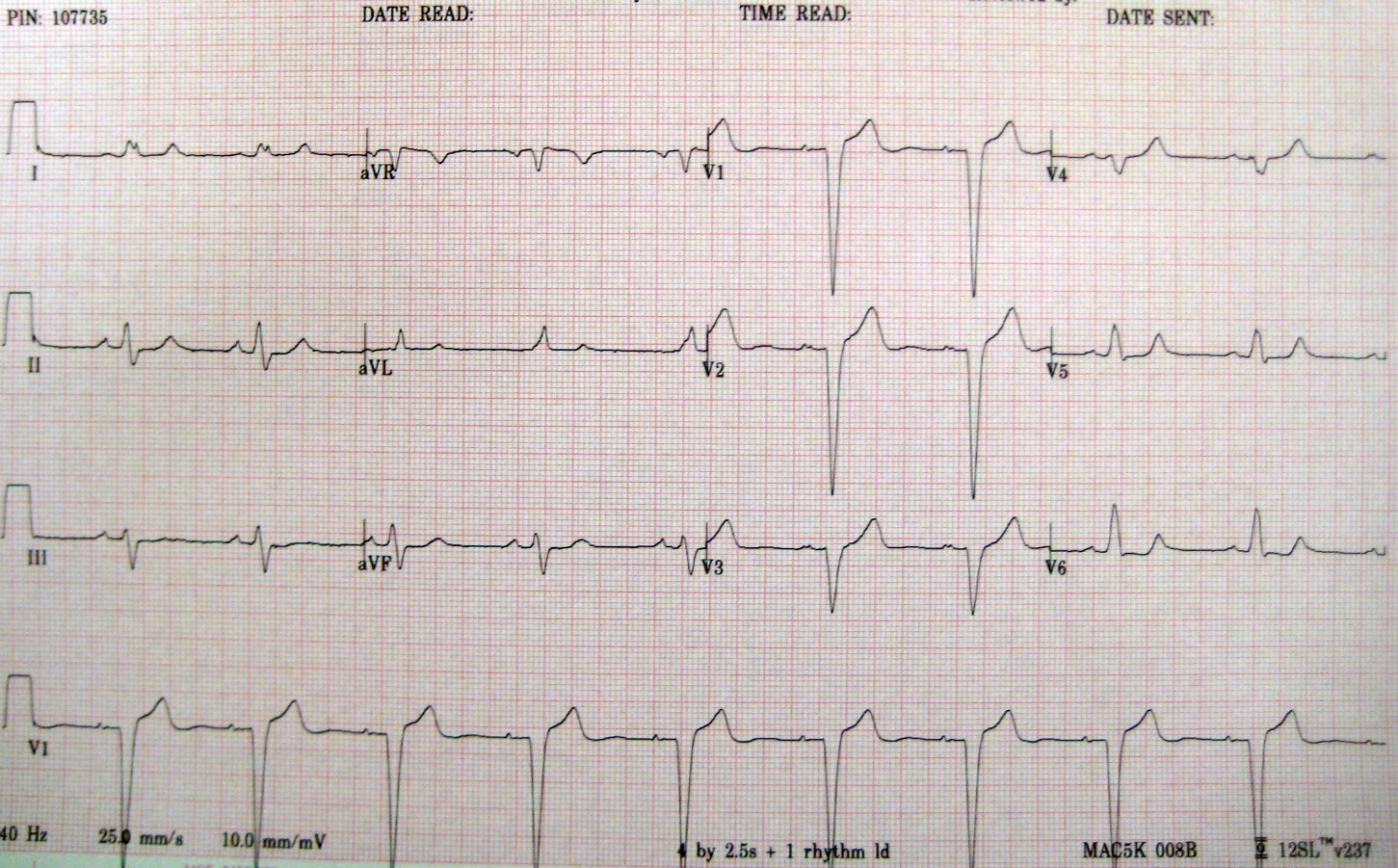
Un ECG che mostra un blocco di branca sinistro.

Il blocco di branca sinistro (BBS) è una anormalità della conduzione cardiaca in cui si ha l'attivazione del ventricolo sinistro che è ritardata e di conseguenza si contrae dopo il ventricolo destro. Grazie all'elettrocardiogramma è possibile riscontrare questa modificazione nella conduzione dell'impulso elettrico cardiaco.
Per diagnosticare un BBS con l'ECG è necessario che :
- La durata del complesso QRS sia maggiore di 0,12 secondi
- Scomparsa dell'onda Q nelle derivazioni V5 e V6

Nel BBS si ha inoltre uno sdoppiamento paradosso del tono S2, dove A2 risulta successivo a P2. In caso di inspirazione forzata si ritarda (aumentando la pressione nel circolo polmonare) la chiusura della valvola polmonare e quindi lo sdoppiamento scompare.
Il BBS può essere causato da :
- Stenosi aortica calcifica
- Cardiomiopatia dilatativa
- Infarto miocardico acuto